# Psammodromus microdactylus
Psammodromus microdactylus (зелена піщана ящірка) — вид ящірок родини ящіркових (Lacertidae). Ендемік Марокко.

## Поширення й екологія
Ізольовані популяції зелених піщаних ящірок мешкають у Рифських горах, Середньому та Високому Атласі на півночі й у центрі Марокко. Вони живуть на гірських луках та в заростях карликових пальм на відкритій місцевості. Зустрічаються на висоті до 2250 м над рівнем моря. Живляться комахами та іншими безхребетними. Відкладають яйця.

## Збереження
МСОП класифікує цей вид як такий, що перебуває під загрозою зникнення. Psammodromus microdactylus загрожує деградація природного середовища.